# نوردلينغن
نوردلينغن (بالألمانية: Nördlingen) هي بلدة ألمانية تقع في ألمانيا في Donau-Ries.

## المدن التوأمة
مدن أولوموتس، واجا واجا ، ريوم، شتولبرغ، ماركام و Adur District هي مدن توأمة لـنوردلينغن.

## أعلام
- هينريتش آدم
- غيرد مولر
- بروذر ألويس
- رودلف بوهم
- ألبرشت آدم